# Acacia omalophylla
Acacia omalophylla é uma espécie de leguminosa do gênero Acacia, pertencente à família Fabaceae.